# Ильинка (Володарский район)
Ильинка — село в Володарском районе Астраханской области России. Входит в состав Большемогойского сельсовета.

## История
В «Списке населенных мест Российской империи» 1859 года Ильинка (Малая Мултановка) упомянута как владельческая деревня Красноярского уезда (1-го стана) при реке Чурка, расположенное в 30 верстах от уездного города Красный Яр (ныне село). В Ильинке насчитывалось 14 дворов и проживало 92 человека (43 мужчины и 49 женщин).

## География
Село находится в юго-восточной части Астраханской области, на правом берегу протоки Чурка дельты реки Волги, на расстоянии примерно 25 километров (по прямой — 7 км) к юго-востоку от посёлка Володарский, административного центра района. Абсолютная высота — 26 метров ниже уровня моря.
Климат умеренный, резко континентальный. Характеризуется высокими температурами летом и низкими — зимой, малым количеством осадков, а также большими годовыми и летними суточными амплитудами температуры воздуха.

## Население
| 2002 | 2010 |
| ---- | ---- |
| 31   | ↗35  |

По данным Всероссийской переписи, в 2010 году численность населения села составляла 35 человек (17 мужчин и 18 женщин). Согласно результатам переписи 2002 года, в национальной структуре населения русские составляли 54 %.
| Национальность | Численность (2010) | Процент |
| -------------- | ------------------ | ------- |
| Русские        | 29                 | 78,4%   |
| Казахи         | 8                  | 21,6%   |
| Всего          | 37                 | 100%    |

## Улицы
Уличная сеть села состоит из 3 улиц: имени Архиепископа Ионы Карпухина, Православной и Речной.